# Tachymenis elongata
Espèce
Tachymenis elongata  est une espèce de serpents de la famille des Dipsadidae.

## Répartition
Cette espèce est endémique du Pérou.

## Description
L'holotype de Tachymenis elongata mesure 450 mm dont 106 mm pour la queue. C'est un serpent venimeux.

## Publication originale
- Despax, 1910 : Mission géodésique de l’Équateur. Collections recueillies par M. le Dr Rivet. Liste des ophidiens et descriptions des espèces nouvelles. (Note préliminaire). Bulletin du Muséum National d'Histoire Naturelle, vol. 16, p. 368-376 (texte intégral).